# Kaarlo Juho Ståhlberg
Kaarlo Juho Ståhlberg, dopnamn Carl Johan, född 28 januari 1865 i Suomussalmi, Storfurstendömet Finland, död 22 september 1952, var republiken Finlands första president åren 1919–1925.

## Biografi
Ståhlberg var statstjänsteman och jurist. Han tillhörde Ungfinska partiet och utsågs i november 1905 till chef för Handels- och industriexpeditionen i den mechelinska senaten, men avgick två år senare på egen begäran. Åren 1908–1918 verkade han som professor i förvaltningsrätt i Helsingfors. Han var den som låg bakom en stor del av arbetet med 1919 års regeringsform, varför den ibland har kallats Ståhlbergs regeringsform.
Den 25 juli 1919 utnämndes Ståhlberg till Finlands första president av senaten och svors in i ämbetet dagen därpå. Hans politik gick ut på att stärka Finlands ställning som självständigt land och försona de stridande parterna från inbördeskriget. Han tvekade inte att använda presidentens benådningsrätt och han inledde sociala reformer. När han styrt Finland i sex framgångsrika år avstod han att kandidera för omval, för att lämna ett gott föredöme för framtiden. Ståhlberg ställde dock upp i presidentvalen 1931 och 1937 men besegrades båda gångerna ytterst knappt. Hatet mot Ståhlberg från vissa grupper gjorde att han blev utsatt för en "skjutsning" av Lapporörelsen 14 oktober 1930 då han och hans fru Ester kidnappades från hemmet på Brändö och kördes i bil till Joensuu under hot om att tvingas över gränsen till Sovjetunionen.

## Utmärkelser
- Storkorset av Finlands Vita Ros’ orden,  16 maj 1919[2]
- Storkorset med kedja av Finlands Vita Ros orden,  25 juli 1919[2]
- Frihetskorset (Estland),  14 december 1920[3]
- Tre Stjärnors orden, första klass,  15 maj 1926[4]
- Storkors av Polonia Restituta[5]

[Redigera Wikidata]